# Ante Čačić
Ante Čačić (Zagreb, 29 de setembro de 1953) é um treinador de futebol croata. Atualmente está sem clube.

## Carreira
Sem experiência como jogador profissional, Čačić formou-se na faculdade de Educação Física da Universidade de Zagreb. Durante sua carreira, ele tem conseguido com sucesso a promoção para a primeira divisão com Inter Zaprešić e Dubrava. Ele também treinou Zadar, Osijek, Slaven Belupo, Kamen Ingrad, Croatia Sesvete, Dínamo de Zagreb, Lokomotiva e Maribor, única equipe não-croata que trabalhou. É um dos 10 treinadores que obtiveram a licença Pro da UEFA em seu país.
Após a demissão de Niko Kovač devido ao mau desempenho, foi contratado como treinador da equipe nacional croata. Sua nomeação dividiu opiniões, mas permitiu a Croácia obter a vaga para a Eurocopa de 2016.